# Francesca Halsall
Francesca Jean Halsall (Southport, 12 de abril de 1990) é uma nadadora britânica.

## Carreira

### Rio 2016
Halsall competiu nos 50 m livre feminino nos Jogos Olímpicos de Verão de 2016, ficando na quarta colocação.